# Angela Jones
Angela Jones är en amerikansk sociolog och genusforskare, utbildad vid New School of New York och sedan 2024 professor i genusvetenskap vid Stony Brook University. Jones, som beskriver sig själv som ickebinär, har i sin forskning, lärande och författande fokus på frågor relaterade till genus, HBTQ-frågor, svart identitet och sexbranschen. Bland böckerna med Jones som författare eller redaktör finns A Critical Inquiry into Queer Utopias, Camming och Sex Work Today.

## Biografi
Under 1990-talet avbröt Jones sina studier på college. Därefter arbetade hen ungefär fyra år – åren runt millennieskiftet – som strippa samt med emotionellt arbete av typen sugardejtning. Jones' insikter och erfarenheter från denna tid har senare bildat utgångspunkt för mycket av hens forskning och akademiska skrivande.

### Utbildning och akademisk karriär
Jones utbildade sig i början av 2000-talet inom sociologi, och 2005 avlades en filosofie kandidat-examen vid City University of New York. Året efter kom en masterexamen vid New School for Social Research, där hen 2010 även försvarade sin doktorsavhandling The Niagara Movement 1905-1910: Black Publics and the Making of Social Change. Den hade tidig afroamerikansk samhällsaktivism som ämne och fokuserade på Niagararörelsen, en medborgarrättsförelse ledd av W.E.B. Du Bois och William Monroe Trotter.
Under 2010-talet verkade Jones inledningsvis som forskarassistent vid Stony Brook University och därefter vid Farmingdale State College, en del av State University of New York (SUNY). Under åren vid Farmingdale avancerade Jones via lektor till ämnesansvarig professor i sociologi. 2024 övergick hen till en tjänst som professor i genusvetenskap vid Stony Brook University, även det ingående i SUNY.

### Författarskap
Jones har genom åren författat eller varit redaktör för ett antal böcker med koppling till afroamerikansk identitet, HBTQ-frågor och olika delar av sexbranschen. Detta författarskapet inleddes 2011 med African American Civil Rights, två år senare följt av The Modern African American Political Thought Reader.
Efter dessa historiska exposéer i afroamerikansk historia och rättighetsrörelse följde flera volymer som tog sikte mot queer identitet och aktivism i den samtida kulturen. 2013 kom A Critical Inquiry into Queer Utopias, och 2018 publicerades tre volymer kring queer och äktenskap under titeln The After Marriage Series. Dessa sistnämnda producerades i samarbete med Joseph Nicholas DeFilippis och Michael W. Yarbrough.
På senare år har Jones återkommit till frågorna runt den afroamerikanska kulturen och rättighetsaktivismen. Detta har gjorts via referensverken African American Activism and Political Engagement : an encyclopedia of empowerment (2023) och Black Lives Matter : a reference handbook (2025).
Därutöver har Angela Jones, som har egen erfarenhet av sexarbete, både i bok- och artikelform återkommande skrivit om olika delar av sexbranschen. 2020 kom Camming : money, power, and pleasure in the sex work industry, runt de olika villkoren, möjligheterna och utmaningarna för arbetarna inom en växande bransch. Webbkameramodellande blev under det tidiga 2020-talet ett för många sexarbetare praktiskt alternativ, när samhällets nedstängning förhindrade andra verksamheter inom branschen. 2024 återkom hen som medredaktör (tillsammans med Bernadette Barton och Barbara G. Brents) för Sex Work Today : erotic labor in the twenty-first century, en undersökning av erotisk möda inom sexbranschen under det tjugoförsta århundradet. Jones' intresse för sexualitetens roll i samhället planeras fortsätta i en kommande bok med arbetsnamnet Erotic Power.

### Övriga aktiviteter och åsikter
Utöver sin akademiska verksamhet och sina bokproduktioner är Angela Jones aktiv som skribent i relaterade ämnen för akademiska tidskrifter som Gender & Society, Signs: Journal of Women in Culture and Society, Sexualities, Disability Studies Quarterly och Porn Studies. Artiklar från hens penna har även synts i publikationer som Contexts, The Conversation, the Nevada Independent, Peepshow Magazine, PopMatters och Salon. Jones har i sitt skrivande ibland kombinerat sina olika forskningsfokus, exempelvis kring afroamerikanska webbkameramodeller i BBW-genren ("big, black and beautiful") eller transpersoner inom sexbranschen.
Jones är aktiv som föreläsare i ämnen som sexarbete svartas historia och HBTQ-frågor. I sitt skrivande och föreläsande belyser hen ofta hur den offentliga politiken för att skydda utsatta grupper kan resultera i en än större utsatthet. Jones är även kritisk emot den skevhet hen upplever inom den akademiska forskningen, som hen anser helt avlägsnat lust och njutning som forskningsfokus. Jones definierar sig som en feministisk akademiker och deltog 2017 i ett upprop mot den då nyvalde Donald Trump och den nye presidentens enligt utropet antidemokratiska politiska åtgärder.